# البويب (تعز)
البويب هي إحدى قرى الجمهورية اليمنية. وهي تتبع جغرافيًا لمحافظة تعز. وإداريًا لمديرية المعافر. يبلغ تعداد سكانها 2170 نسمة حسب الإحصاء الذي جرى عام 2004.